# 十四山村
十四山村（じゅうしやまむら）は、かつて愛知県西部、海部郡に存在した村。

## 概要
木曽川水系の河川によって作られた水郷地帯が広がり、水耕を中心とする農業が盛んな村であった。全域が海抜ゼロメートル地帯の起伏のない平坦な土地である。十四山という地名は、木曽川河口の三角州に形成された葦山十四カ所を干拓した地であったことから名付けられた説が有力である。

## 地理
- 河川 - 日光川、宝川、善太川、筏川
- 字名 - 五斗山、鍋平、大山、堤、蛇ヶ江、三百島、馬ヶ地、坂中地、鮫ヶ地、子宝、竹田、西蜆、東蜆、鳥ヶ地、神戸、四郎兵衛

## 歴史

### 沿革
- 1889年（明治22年）10月1日 - 町村制施行に伴い、海西郡馬ヶ地新田・海屋新田・鎌倉新田・上押萩新田・亀ヶ地新田・子宝新田・坂中地新田・佐古木新田・鮫ヶ地新田・下押萩新田・四郎兵衛新田・竹田新田・又八新田・西蜆新田・東蜆新田・六条新田の区域をもって海西郡十四山村が成立。
- 1906年（明治39年）7月1日 - 海西郡宝地村の一部を編入。
- 1913年（大正2年）4月4日 - 海部郡の所属となる。
- 1956年（昭和31年4月1日 - 海部郡永和村の一部を編入。
- 1959年 （昭和34年）9月26日 - 伊勢湾台風上陸。村内犠牲者36名。
- 2006年（平成18年）4月1日 -十四山村は弥富町に編入され廃止。同日、弥富町は市制を施行し弥富市となる。

## 行政
- 村長 - 佐野峰夫（1995年4月28日 - 2006年3月31日）

### 村民憲章
1. 対話を進め協力し合って平和で楽しい村をつくりましょう。
2. 健康に心掛け働く喜びに生き明るく活気に満ちた村をつくりましょう。
3. 青い空、澄んだ水、緑の大地を守り安全で住みよい村をつくりましょう。
4. 教養を高め文化のかおり豊かでしあわせな村をつくりましょう。
5. 開拓者精神を生かし、創造性に富み若い力にあふれた村をつくりましょう。

## 財政

### 平成16年度（2004年度）
- 財政力指数 0.68 愛知県市町村平均 0.89
- 経常収支比率 97.2%
- 標準財政規模 14億3483万円
- 普通会計歳入 24億2150万円
- 市町村税の収入済額 9億0727万円
- 普通会計歳出 22億0126万円
- 普通会計分の地方債現在高 15億8872万円
- 人口一人当たり地方債現在高 27万6589円 ※普通会計分のみ
- 起債制限比率 9.7% 愛知県市町村平均 11.2
  - 内訳 一般職員 65人（うち技能労務職7人） 教育公務員66人
- 村職員一人当たり平均給料月額 28万1700円
- 村職員一人当たり人件費概算値（年額） 833万9197円 （人件費/職員数）
- ラスパイレス指数 87.5

## 教育

### 高等学校
- 愛知県立海翔高等学校
- 愛知県立海南高等学校

### 中学校
- 十四山村立十四山中学校

### 小学校
- 十四山村立東部小学校
- 十四山村立西部小学校

## 交通

### 鉄道
- 近鉄名古屋線が国道1号に並行して村域の北側をかすめているが、村域に駅は設置されていない。同線の佐古木駅が十四山村における事実上の玄関口であった。

### バス
- 三重交通 - 国道1号上の路線（十四山バス停）が村域の北端を、近鉄蟹江駅へ向かう路線が村域の東端を通っている。

過去には、村域の中央を佐古木駅へ向かう路線、西端を近鉄弥富駅へ向かう路線が通っていたが、いずれも弥富市発足前に路線廃止となった。

### 道路
一般国道
- 国道1号 - 唯一国道1号が通る村だった。

主要地方道
- 愛知県道66号蟹江飛島線（西尾張中央道の一部）
- 愛知県道70号名古屋十四山線

一般県道
- 愛知県道103号境政成新田蟹江線
- 愛知県道104号新政成弥富線
- 愛知県道106号鳥ヶ地新田名古屋線
- 愛知県道109号子宝新田佐屋線
- 愛知県道462号大藤永和停車場線

## 名所・旧跡・観光スポット・祭事・催事
- 海南こどもの国
- 村内の各地区ごとに、祭りが行われる。囃子に乗せて山車に備え付けられた太鼓を子どもたちが叩く、「棒の手」と呼ばれる演舞を披露するなど、地区ごとの形態は様々である。囃子は各地区ごとに異なり、地元の保存会が保存継承活動を行っている。
- 弥勒寺（銅造阿弥陀如来坐像は愛知県指定有形文化財）

## 参照
1. ↑  溝手理太郎 編 『市町村名語源辞典』東京堂出版、2001年、p.130 ISBN 9784490105902